# The I-Land
The I-Land ou Naufragés (au Québec) est une mini-série américaine de science-fiction en sept épisodes d'environ 40 minutes créée par Anthony Salter, diffusée à l'international le 12 septembre 2019 sur Netflix.
La série est inspirée du festival frauduleux Fyre Festival et de la série Lost : Les Disparus,.

## Synopsis
Dix personnes perdues sur une île inquiétante ne se rappellent pas de leur identité ni de comment elles sont arrivées là. Ensemble, elles décident de se lancer dans un périple dangereux dans l'espoir de rentrer chez elles. Face à la pression physique et psychologique, elles vont devoir puiser dans des forces insoupçonnées pour survivre.

## Distribution

### Acteurs principaux
- Natalie Martinez (VF : Marie Tirmont) : Chase
- Kate Bosworth (VF : Christine Braconnier) : K.C.
- Ronald Peet (VF : Mike Fédée) : Cooper
- Sibylla Deen (VF : Audrey Sablé) : Blair
- Gilles Geary (VF : Benjamin Bollen) : Mason
- Kyle Schmid (VF : Eilias Changuel) : Moïse (Moses)
- Anthony Lee Medina (VF : Pascal Grull) : Donovan
- Kota Eberhardt (VF : Zina Khakhoulia) : Taylor
- KeiLyn Durrel Jones (VF : Gilduin Tissier) : Clyde
- Clara Wong (VF : Vanessa Van-Geneugden) : Bonnie
- Michelle Veintimilla (en) (VF : Elsa Davoine) : Hayden
- Alex Pettyfer (VF : Thomas Roditi) : Brody

### Acteurs récurrents et invités
- Bruce McGill (VF : Paul Borne) : Warden Wells, le directeur
- María Conchita Alonso (VF : Anne-Bérengère Pelluau) : Maria-Irène, la mère de Chase
- Subhash Mandal (VF : Philippe Bozo) : Dr Conrad
- Margaret Colin (VF : Véronique Augereau) : Dr Stevenson
- Dalia Davi (VF : Françoise Cadol) : Dr Wyss
- John Earl Jelks (VF : Rody Benghezala) : le professeur Verne
- Victor Slezak (en) (VF : Bernard Bollet) : Dr Dafoe
- Caroline Hewitt (VF : Marie Diot) : l'infirmière Golding
- Taylor Handley (VF : Franck Lorrain) : Jordan
- Ryan Dorsey (VF : Cédric Dumond) : Rick
- Oshan Berube (VF : Manon Adolphe) : Aidan
- Kai Price (VF : Charlotte Hennequin) : Keller

## Développement
Fin septembre 2018, Netflix commande sept épisodes de la série, avec Kate Bosworth, Natalie Martinez et Alex Pettyfer, quelques jours plus tard ajoutant Kyle Schmid, joints en décembre par Clara Wong.

## Fiche technique
- Titre original et français : The I-Land
- Titre québécois : Naufragés
- Réalisation : Jonathan Scarfe, Darnell Martin et Neil LaBute
- Scénario : Lucy Teitler et Neil LaBute
- Casting : Christine Kromer
- Direction artistique : Jordan Bent et Adria Mejia
- Décors : Harry Brar
- Photographie : Walt Lloyd
- Musique : Emily Rice
- Montage : Bridget Durnford, Lara Mazur et Joel Plotch
- Production : Morris Chapdelaine, Petros Danabassis, Natalie Martinez et Kate Bosworth
  - Coproduction : Jay Daniel Beechinor, Sally Dixon, Kristin Slaney (producteur associé) et Chris Ippolito (assistant production)
  - Production exécutive : Michael Frislev, Chad Oakes, Lucy Teitler (coproducteur exécutif) et Jonathan Scarfe (coproducteur exécutif)
- Sociétés de production : Netflix et Nomadic Pictures
- Sociétés de distribution (télévision) : Netflix (États-Unis)
- Pays d'origine :  États-Unis
- Langue originale : anglais
- Genre : Aventure, Drame, Science-fiction et Mystère
- Durée : 40 minutes

 Sauf indication contraire, les informations mentionnées dans cette section peuvent être confirmées par la base de données cinématographiques IMDb,  présente dans la section « Liens externes ».

## Épisodes
1. Glorieux nouveau monde (Brave New World)
2. Les Palais somptueux (The Gorgeous Palaces)
3. La Fête immatérielle (The Insubstantial Pageant)
4. Combien d'excellentes créatures (Many Goodly Creatures)
5. Les tours qui se perdent dans les nues (The Cloud Capp'd Towers)
6. Le Vaste Globe lui-même (The Great Globe Itself)
7. Cet obscur passé (The Dark Backward)